# Lista de sucos
Esta é uma lista de sucos. O suco é um líquido feito naturalmente de frutas e vegetais. Também pode se referir a líquidos aromatizados com essas ou outras fontes alimentícias, como carne e frutos do mar. É bastante consumido como bebida ou usado como ingrediente ou aromatizante em alimentos.

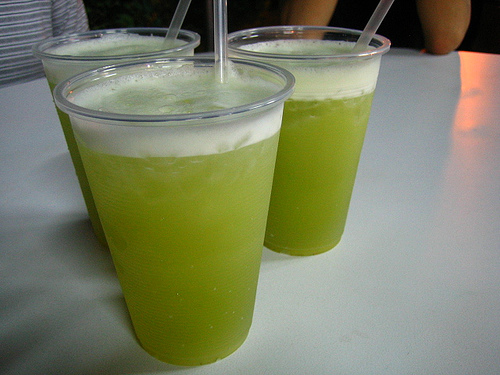
Caldo de cana

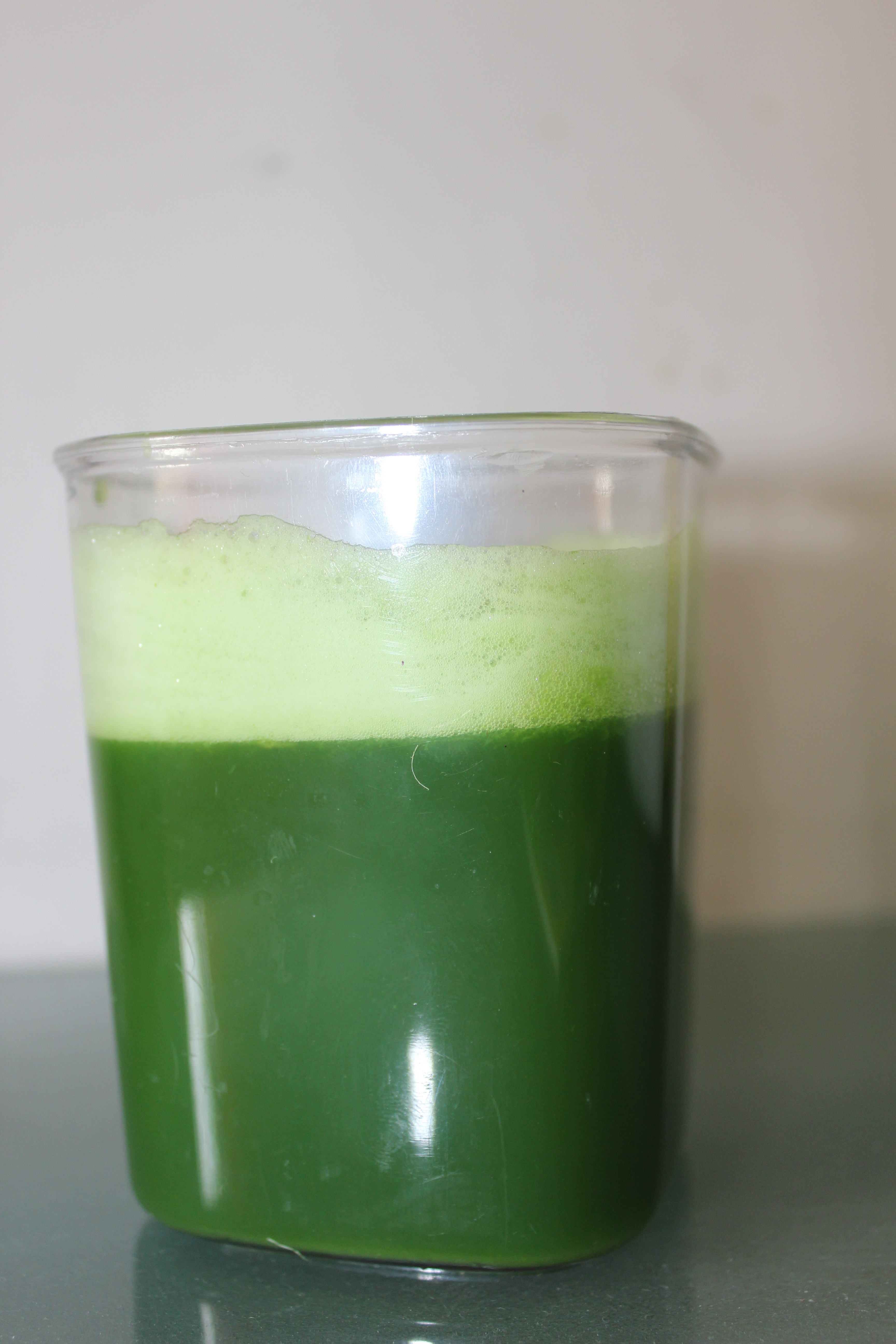
Suco de grama de trigo

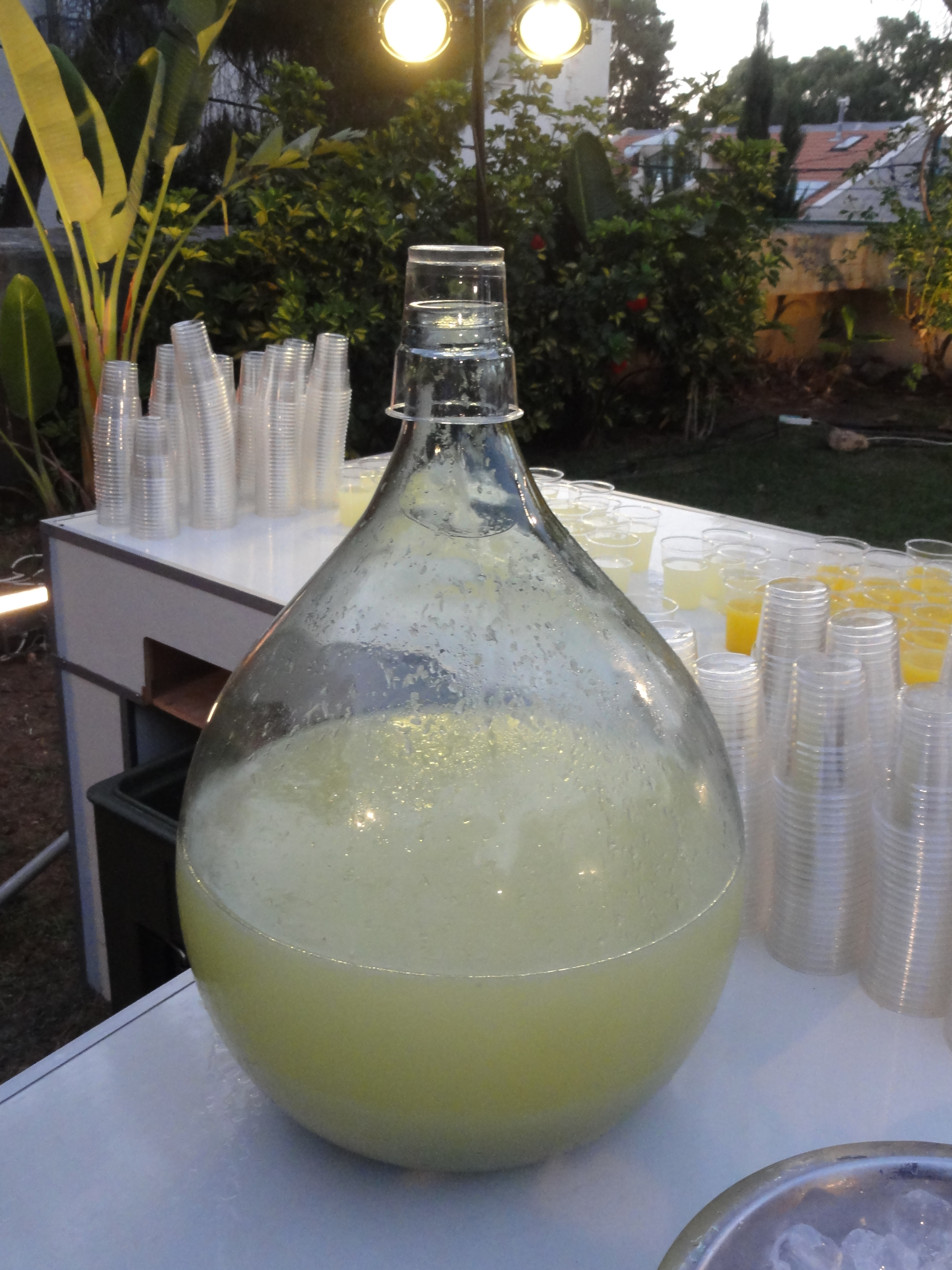
Suco de toranja

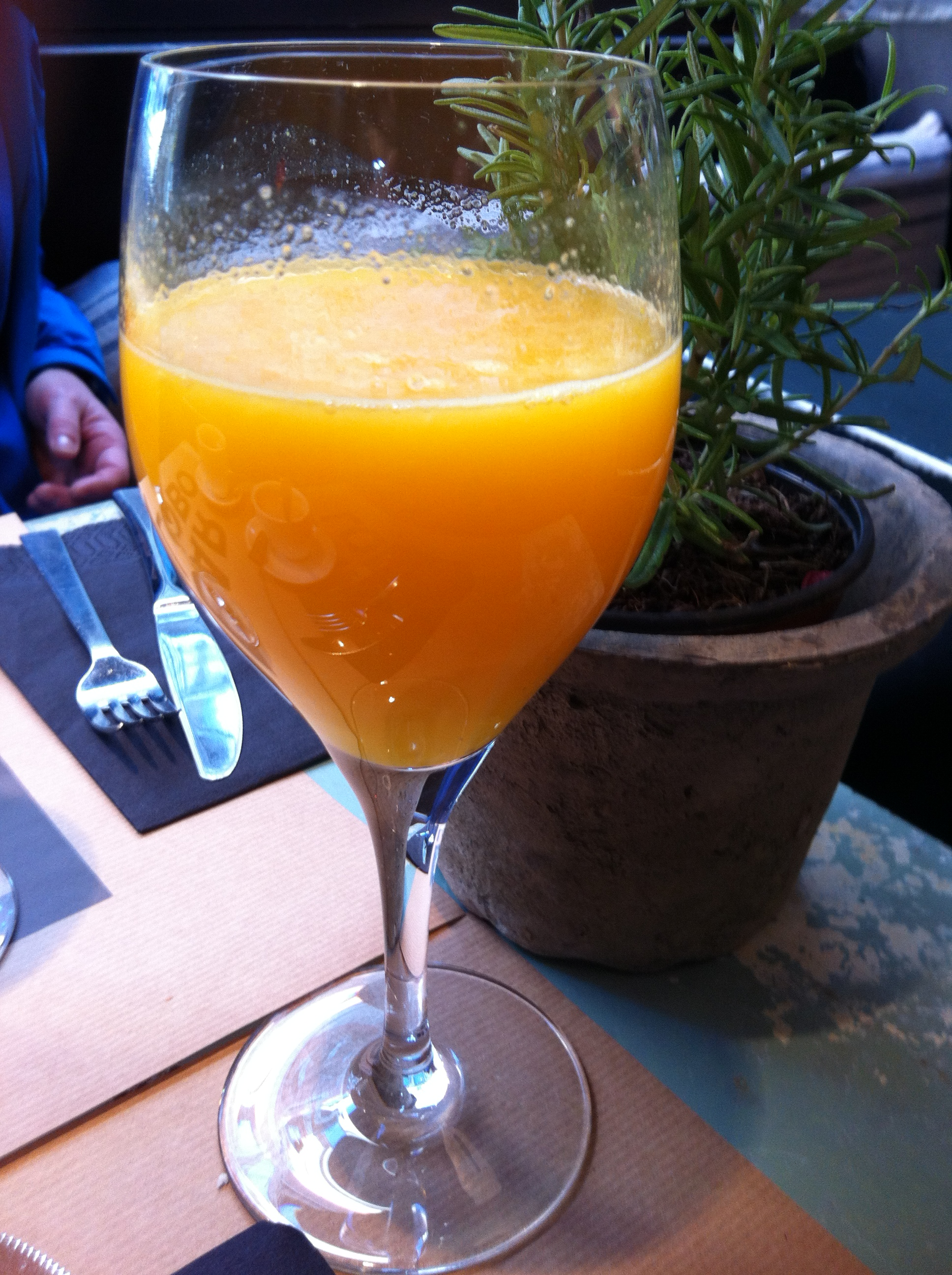
Suco de laranja natural

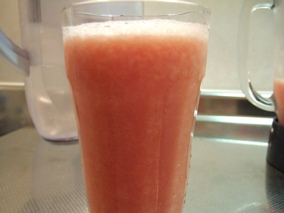
'Otai

## Sucos
| Suco                    | Ingrediente primário        | Classificação                         | Notas                                                                              |
| ----------------------- | --------------------------- | ------------------------------------- | ---------------------------------------------------------------------------------- |
| Ade                     | Vários                      | Bebida de fruta raramente carbonatada |                                                                                    |
| Suco de aloe vera       | Aloe vera                   |                                       | Usado na medicina alternativa                                                      |
| Suco de maçã            | Maçã                        | Fruta                                 |                                                                                    |
| Suco de beterraba       | Beterraba                   | Legume                                |                                                                                    |
| Suco de meloa           | Meloa                       | Fruta                                 |                                                                                    |
| Suco de cenoura         | Cenoura                     | Legume                                |                                                                                    |
| Suco de aipo            | Aipo                        | Legume                                |                                                                                    |
| Chanh muối              | Lima                        | Fruta                                 | Limonada picada                                                                    |
| Suco de cereja          | Cereja                      | Fruta                                 |                                                                                    |
| Suco de amêijoa         | Amêijoa                     | Fruto do mar                          |                                                                                    |
| Suco de cranberry       | Cranberry                   | Fruta                                 | Isto geralmente se refere ao suco adoçado                                          |
| Água de coco            | Coco verde                  | Fruta                                 |                                                                                    |
| Suco de pepino          | Pepino                      | Legume                                |                                                                                    |
| Suco de taraxacum       | Taraxacum                   | Legume                                |                                                                                    |
| Suco de uva             | Uva                         | Fruta                                 |                                                                                    |
| Suco de toranja         | Toranja                     | Fruta                                 |                                                                                    |
| Suco de goiaba          | Goiaba                      | Fruta                                 |                                                                                    |
| Suco de melão verde     | Melão verde                 | Fruta                                 |                                                                                    |
| Izze                    | Vários sabores carbonatados | Fruta                                 |                                                                                    |
| Suco de combava         | Combava                     | Fruta                                 | Usado na medicina tradiconal e também usado topicalmente                           |
| Suco de kiwi            | Kiwi                        | Fruta                                 |                                                                                    |
| Limonada                | Limão                       | Bebida de fruta                       |                                                                                    |
| Suco de limão           | Limão                       | Fruta                                 |                                                                                    |
| Limonada de lima        | Lima                        | Bebida de fruta                       |                                                                                    |
| Limonana                | Lima e hortelã              | Fruta                                 |                                                                                    |
| Suco de arando-vermelho | Arando-vermelho             | Fruta                                 |                                                                                    |
| Suco de lichia          | Lichia                      | Fruta                                 |                                                                                    |
| Suco de manga           | Manga                       | Fruta                                 |                                                                                    |
| Suco de melão           | Melão                       | Fruta                                 |                                                                                    |
| Mora                    | Amora                       | Bebida de fruta                       |                                                                                    |
| Mosto                   | Uva                         | Fruta                                 |                                                                                    |
| Suco de laranja         | Laranja                     | Bebida de fruta                       |                                                                                    |
| 'Otai                   |                             | Bebida de fruta                       |                                                                                    |
| Suco de mamão           | Mamão                       | Fruta                                 |                                                                                    |
| Suco de salsa           | Salsa                       | Legume                                |                                                                                    |
| Petimezi                | Uva                         | Fruta                                 |                                                                                    |
| Suco de abacaxi         | Abacaxi                     | Fruta                                 |                                                                                    |
| Pog                     | Maracujá, laranja e goiaba  | Bebida de fruta                       | Uma mistura de sucos de maracujá, laranja e goiaba, por isso o nome "POG"          |
| Suco de romã            | Romã                        | Fruta                                 |                                                                                    |
| Suco de ameixa seca     | Ameixa seca                 | Fruta                                 |                                                                                    |
| Vinagre de framboesa    | Framboesa                   | Vinagre de fruta                      |                                                                                    |
| Suco de lima Rose's     | Lima                        | Marca de suco de fruta                | A primeira marca mundial de suco de fruta                                          |
| Şalgam                  | Cenoura                     | Legume                                |                                                                                    |
| Suco de espinafre       | Espinafre                   | Legume                                |                                                                                    |
| Suco de morango         | Morango                     | Fruta                                 |                                                                                    |
| Caldo de cana           | Cana-de-açúcar              | Fruta                                 | Enquanto não uma fruta, o suco é adoçado e consumido similarmente ao suco de fruta |
| Tejuino                 | Milho fermentado            | Legume                                |                                                                                    |
| Suco de tomate          | Tomate                      | Legume                                |                                                                                    |
| Suco de nabo            | Nabo                        | Legume                                |                                                                                    |
| Suco de legumes         | Legumes                     | Legumes                               |                                                                                    |
| Suco de agrião          | Agrião                      | Legume                                |                                                                                    |
| Suco de grama de trigo  | Grama de trigo              | Legume                                |                                                                                    |
| Chá de melão de inverno | Melão de inverno            | Bebida de fruta                       |                                                                                    |